# K2-287
K2-287 — одиночная звезда в созвездии Весов на расстоянии приблизительно 519 световых лет (около 159 парсек) от Солнца. Видимая звёздная величина звезды — +11,41m. Возраст звезды оценивается как около 4,5 млрд лет.
Вокруг звезды обращается, как минимум, одна планета.

## Характеристики
K2-287 — жёлтый карлик спектрального класса G. Масса — около 1,056 солнечной, радиус — около 1,18 солнечного, светимость — около 0,779 солнечных. Эффективная температура — около 5220 К.

## Планетная система
В 2018 году командой астрономов, работающих с фотометрическими данными в рамках проекта Kepler K2, было объявлено об открытии планеты K2-287 b.